# Armstrong Whitworth F.K.3
De Armstrong Whitworth F.K.3 was een door Frits Koolhoven ontworpen Engelse eenmotorige militaire dubbeldekker. Het multifunctionele vliegtuig werd in de Eerste Wereldoorlog geproduceerd voor de Royal Air Force (RAF) door de Britse vliegtuigfabriek Armstrong Whitworth (AW).
De voorloper van de F.K.3 was de F.K.2, een verbeterde versie van de door Armstrong Whitworth eerder gebouwde Royal Aircraft Factory B.E.2c.. De verbeteringen van de F.K.2 waren een vereenvoudigde metalen constructie met minder laswerk en meer V-stelling van de bovenste vleugel. De F.K.2 had twee aparte cockpits met de piloot in de achterste en de waarnemer voorin.
De RAF was echter niet tevreden met de verbeteringen van de F.K.2. Er volgde een F.K.3 met een verbeterd richting- en hoogteroer en een krachtiger 90 pk RAF motor. De bemanning zat nu in één vergrote open cockpit met de piloot op de voorste zitplaats, zodat de waarnemer achterin een beter zicht had.
De F.K.3 heeft geen gevechtsmissies voor de RAF gevlogen in Frankrijk, aangezien de Armstrong Whitworth F.K.8 en Royal Aircraft Factory R.E.8 intussen betere vooruitzichten op luchtoverwinningen boden dan de alweer verouderde F.K.3. De meeste F.K.3 toestellen zijn in Engeland gebruikt voor de vliegopleiding en uiteindelijk vervangen door de Avro 504. De F.K.3 heeft ook dienst gedaan in de luchtmacht van Australië en Bulgarije.

## Specificaties
- Type: Armstrong Whitworth F.K.3
- Ontwerper: Frits Koolhoven
- Rol: Multifunctioneel
- Bemanning: 2
- Lengte: 8,84 m
- Spanwijdte: 12,21 m
- Hoogte: 3,63
- Leeggewicht: 629 kg
- Maximum gewicht: 933 kg
- Brandstof: 130 liter

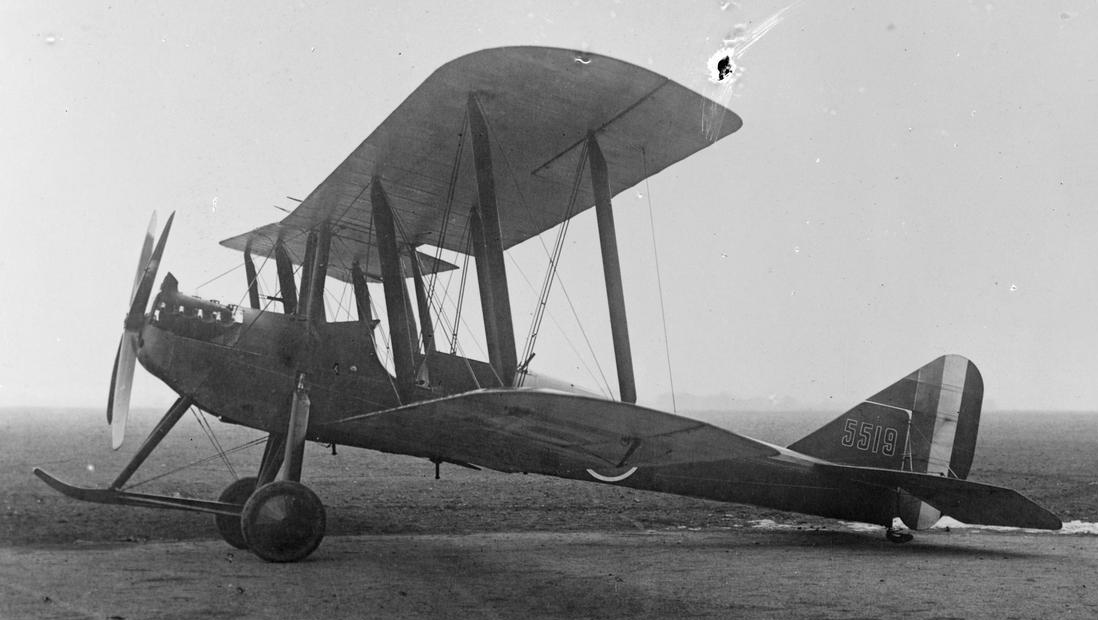
Armstrong Whitworth F.K.3 (1915)

- Motor: 1 × RAF 1A luchtgekoelde V-8, 90 pk (67 kW)
- Propeller: Vierblads
- Eerste vlucht: 1915
- Aantal gebouwd: ±500

Prestaties
- Maximumsnelheid: 140 km/u (op zeeniveau)
- Plafond: 3700 m
- Maximum vluchtduur: 3 uur
- Klimsnelheid: 2 m/s

Bewapening
- Boordgeschut: 1 × 7,7 mm Lewis machinegeweer in achterste cockpit
- Bommenlast: 51 kg (bij gebruik als eenzitter)